# I Can Destroy
I Can Destroy es un álbum de estudio publicado por el guitarrista estadounidense Paul Gilbert, lanzado al mercado el 27 de mayo de 2016 por earMUSIC y producido por Kevin "The Caveman" Shirley.

## Lista de canciones
- "Everybody Use Your Goddamn Turn Signal" – 4:16
- "I Can Destroy" – 5:50
- "Knocking on a Locked Door" – 2:40
- "One Woman Too Many" – 3:50
- "Woman Stop" – 5:07
- "Gonna Make You Love Me" – 3:21
- "I Am Not the One (Who Wants to Be with You)" – 5:14
- "Blues Just Saving My Life" – 4:50
- "Make It (If We Try)" – 4:07
- "Love We Had" – 4:22
- "I Will Be Remembered" – 4:10
- "Adventure and Trouble" – 6:46
- "Great White Buffalo" – 5:21

## Personal
- Paul Gilbert – voz, guitarra
- Freddie Nelson – guitarra, voz
- Tony Spinner – guitarra, voz
- Kevin Chown – bajo
- Thomas Lang – batería